# ناروغاتشاي فاتشيرابان
ناروغاتشاي فاتشيرابان (بالتايلندية: ณรงค์ชัย วชิรบาล) (16 فبراير 1981 بناخون باتوم في تايلاند - ) هو لاعب كرة قدم تايلندي في مركز الوسط. شارك مع منتخب تايلاند تحت 23 سنة لكرة القدم ومنتخب تايلاند لكرة القدم. أما مع النوادي، فقد لعب مع نادي بوريرام يونايتد ونادي بوليس تيرو ونادي موانغتونغ يونايتد وPTT Rayong F.C. ‏ وBangkok Christian College F.C. ‏ وPolice United F.C. ‏ وChainat Hornbill F.C. ‏ وQuy Nhon Binh Dinh FC ‏.

## وصلات خارجية
- ناروغاتشاي فاتشيرابان على موقع قاعدة بيانات كرة القدم.إي يو (الإنجليزية)
- ناروغاتشاي فاتشيرابان على موقع ناشيونال فوتبول تيمز (الإنجليزية)
- ناروغاتشاي فاتشيرابان على موقع Soccerway.com (الإنجليزية)
- ناروغاتشاي فاتشيرابان على موقع عالم كرة القدم.نت (الإنجليزية)